# Blohm & Voss BV 141
De Blohm & Voss BV 141 was een Duits verkenningsvliegtuig uit de Tweede Wereldoorlog, gebouwd door de Duitse vliegtuigproducent Blohm & Voss.
Het vliegtuig valt vooral op door zijn asymmetrische vorm waarbij de observatiecabine naast de motor geplaatst was. Deze cabine had grote plexiglazen ramen. Ook zat er alleen bakboord een staartvleugel.
Het vliegtuigtype maakte zijn eerste vlucht op 25 februari 1938. In totaal zijn er 13 tot 38 gebouwd, waar tegenwoordig geen enkel toestel meer van bestaat.
De vliegeigenschappen waren verrassend stabiel en goed, toch werd het toestel beperkt gebouwd omdat men een ongefundeerd wantrouwen had tegen een asymmetrisch ontwerp. In 1944 werd nog een bommenwerper variant ontworpen genaamd de BV P.237. Deze had een extra straalmotor tussen de radiaalmotor en de cockpit. Het ontwerp kwam echter niet verder dan de tekentafel.